# Free Port of Monrovia
Free Port of Monrovia är en hamn i Liberia. Den ligger i regionen Montserrado County, i den västra delen av landet, 4,7 kilometer norr om huvudstaden Monrovia. 
Hamnen, som byggdes av amerikanska trupper under andra världskriget, har två vågbrytare på 2 300 meter respektive 2 200 meter och en 600 meter lång kaj med tre pirar. APM Terminals, ett dotterbolag till Maersk, har byggt en containerterminal i hamnen med en kapacitet på 200 TEU om året samt hantering av styckegods som drivs på 25 års kontrakt.
År 2021 beräknas Free port of Monrovia hantera 1 145 ton gods och 110 TEU.